# Ludovic, Delfin al Franței (1729–1765)
Ludovic, Delfin al Franței (n. 4 septembrie 1729, Versailles, communauté d'agglomération Versailles Grand Parc⁠(d), Franța – d. 20 decembrie 1765, Fontainebleau, Île-de-France, Franța), a fost cel mai mare fiu și unicul care a supraviețuit copilăriei al regelui Ludovic al XV-lea al Franței și al soției sale, regina Maria Leszczyńska. Ca fiu al regelui el a fost Fiu al Franței. Trei dintre fiii delfinului Ludovic au devenit regi ai Franței: Ludovic al XVI-lea, Ludovic al XVIII-lea și Carol al X-lea.

## Începutul vieții și educația
Ludovic s-a născut la Palatul Versailles. Nașterea unui moștenitor la tronul Franței era așteptată după decimarea familiei regale franceze de la începutul anilor 1710. Când cea de-a patra sarcină a Marie Leszczyńska a avut ca rezultat un fiu, în 1729, a fost sărbătoare populară. În toate marile orașe din Franța au fost focuri de artificii. La naștere, Ludovic a primit titlul de Delfin al Franței.
Potrivit unei tradiții a familiei regale franceze, botezul lui Ludovic a fost privat. La 27 aprilie 1737 când Ludovic avea șapte ani a avut loc o ceremonie publică. Nașii săi au fost Ludovic, Duce de Orléans și Dowager Ducesă de Bourbon (văduva lui Ludovic al III-lea, Prinț de Condé).
Guvernanta lui Ludovic a fost Madame de Ventadour care fusese și guvernanta tatălui său. Când a împlinit șapte ani, episcopul de Mirepoix, Jean-François Boyer, a fost numit preceptorul său. De la o vârstă fragedă, Ludovic a fost interesat de militărie. A suferit o dezamăgire când tatăl său nu i-a permis să i se alăture în 1744 în campania din timpul războiului de succesiune austriac. Când tatăl său era bolnav de moarte la Metz, Ludovic n-a ascultat ordinele și s-a dus la capătul patului său. Acestă acțiune imprudentă, care ar fi putut duce la moartea atât a regelui cât și a Delfinului, a determinat o relație tată-fiu destul de schimbătoare. Ludovic a devenit mult mai apropiat de cele trei surori ale sale mai mari.

## Căsătorii

### Maria Teresa a Spaniei

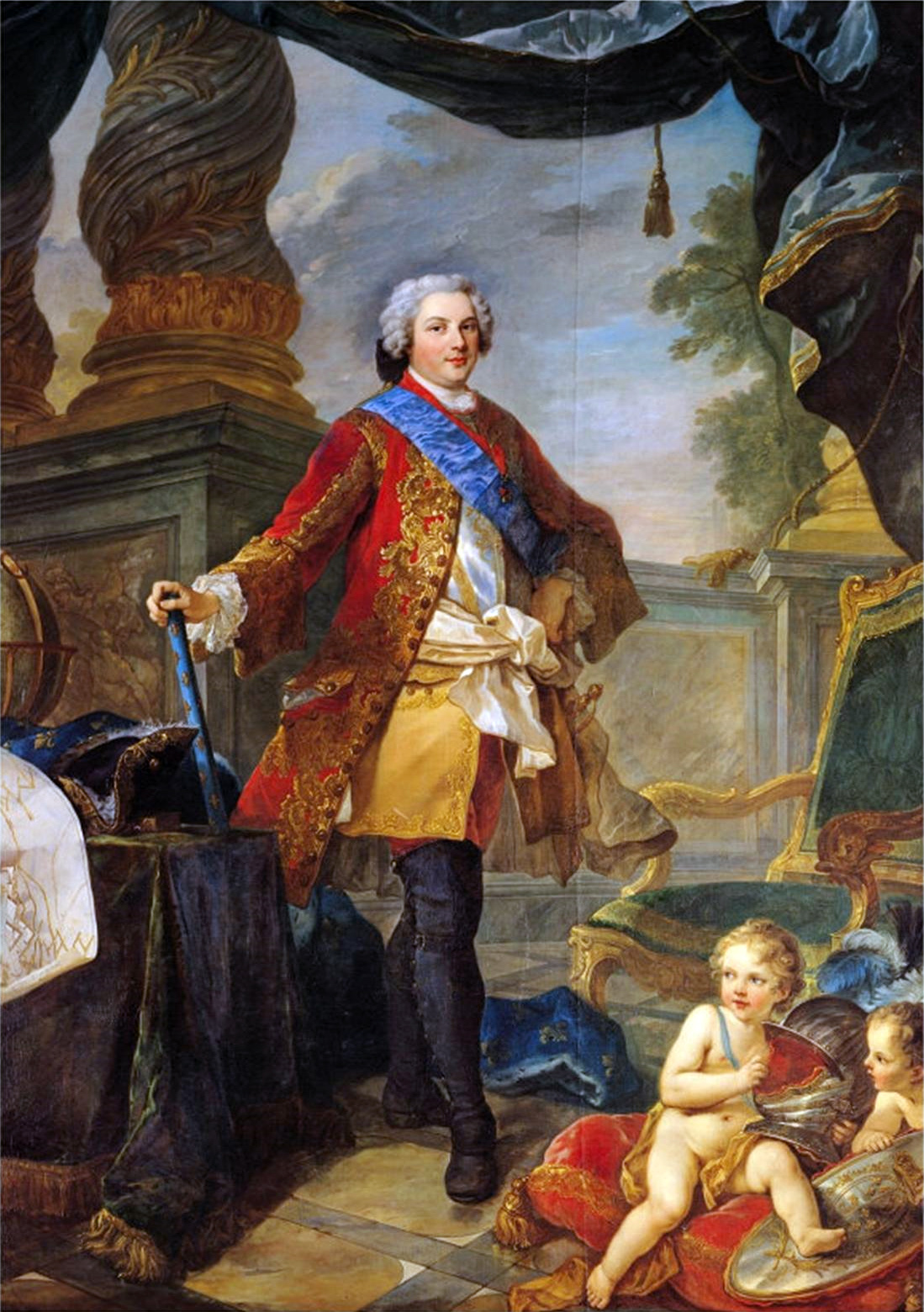
Ludovic, Delfin al Franței, în 1747.

În 1744 Ludovic al XV-lea a negociat căsătoria fiului său în vârsta de cincisprezece ani cu infanta Maria Teresa Rafaela a Spaniei în vârsta de nouăsprezece ani, fiica regelui Filip al V-lea al Spaniei. Contractul de căsătorie a fost semnat la 13 decembrie 1744; căsătoria a fost celebrată în lipsa mirelui la Madrid la 18 decembrie 1744 și în prezența mirelui la Versailles la 23 februarie 1745.
Ludovic și Maria Teresa se potriveau și aveau o reală afecțiune unul pentru celălalt. Au avut o singură fiică:
- Marie-Thérèse a Franței (19 iulie 1746 – 27 aprilie 1748).

La trei zile după nașterea fiicei lor, Maria Teresa a murit la 22 iulie 1746. Ludovic avea șaisprezece ani. A suferit intens pentru pierderea soției sale însă responsabilitatea față de succesiunea la tronul Franței l-a determinat să se căsătorească din nou.

### Marie-Josèphe de Saxonia
La 10 ianuarie 1747 Ludovic s-a căsătorit fără să fie prezent fizic la Dresda cu prințesa Marie-Josèphe de Saxonia, fiica în vârstă de cincisprezece ani a regelui August al III-lea al Poloniei, prinț elector de Saxonia și a soției sale arhiducesa Maria Josepha a Austriei. Ceremonia celei de-a doua căsătorii a avut loc la Versailles la 9 februarie 1747.
Ludovic și Marie-Josèphe au avut opt copii:
- Marie-Zéphyrine a Franței (26 august 1750–1 septembrie 1755).
- Ludovic al Franței, Duce de Burgundia (13 septembrie 1751–22 martie 1761).
- Xavier al Franței, Duce de Aquitaine (8 septembrie 1753–22 februarie 1754).
- Ludovic-Auguste al Franței, Duce de Berry, viitorul rege Ludovic al XVI-lea (23 august 1754 – 21 ianuarie 1793).
- Ludovic-Stanislas al Franței Conte de Provence, viitorul rege Ludovic al XVIII-lea (17 noiembrie 1755 – 16 septembrie 1824).
- Carol-Filip al Franței, Conte de Artois, viitorul rege Carol al X-lea (9 octombrie 1757 – 6 noiembrie 1836).
- Marie Adélaïde Clotilde Xavière a Franței (23 septembrie 1759 – 7 martie 1802), căsătorită cu regele Charles Emmanuel al IV-lea al Sardiniei, Prinț al Piemontului.
- Élisabeth Philippine Marie Hélène a Franței (3 mai 1764 – 10 mai 1794), cunoscută drept Madame Élisabeth (ghilotinată).

## Decesul
Ținut departe de treburile guvernării de către tatăl său, Ludovic a fost centrul unui grup religios care sperau să câștige puterea atunci când Ludovic va urca pe tron.
Ludovic a murit de tuberculoză la Fontainebleau în 1765 la vârsta de 36 de ani, în timp ce tatăl său încă trăia, deci n-a fost niciodată rege al Franței. Mama sa, regina Marie Leszczyńska și bunicul matern Stanisław Leszczyński, duce de Lorraine de asemenea i-au supraviețuit. Fiul său mai mare, Ludovic-Auguste, duce de Berry a devenit noul Delfin iar mai târziu, la moartea lui Ludovic al XV-lea, a fost încoronat ca Franței.
Ludovic a fost înmormântat la Catedrala St.Étienne în Sens. Inima sa a fost înmormântată la biserica Saint Denis. 

### Galerie

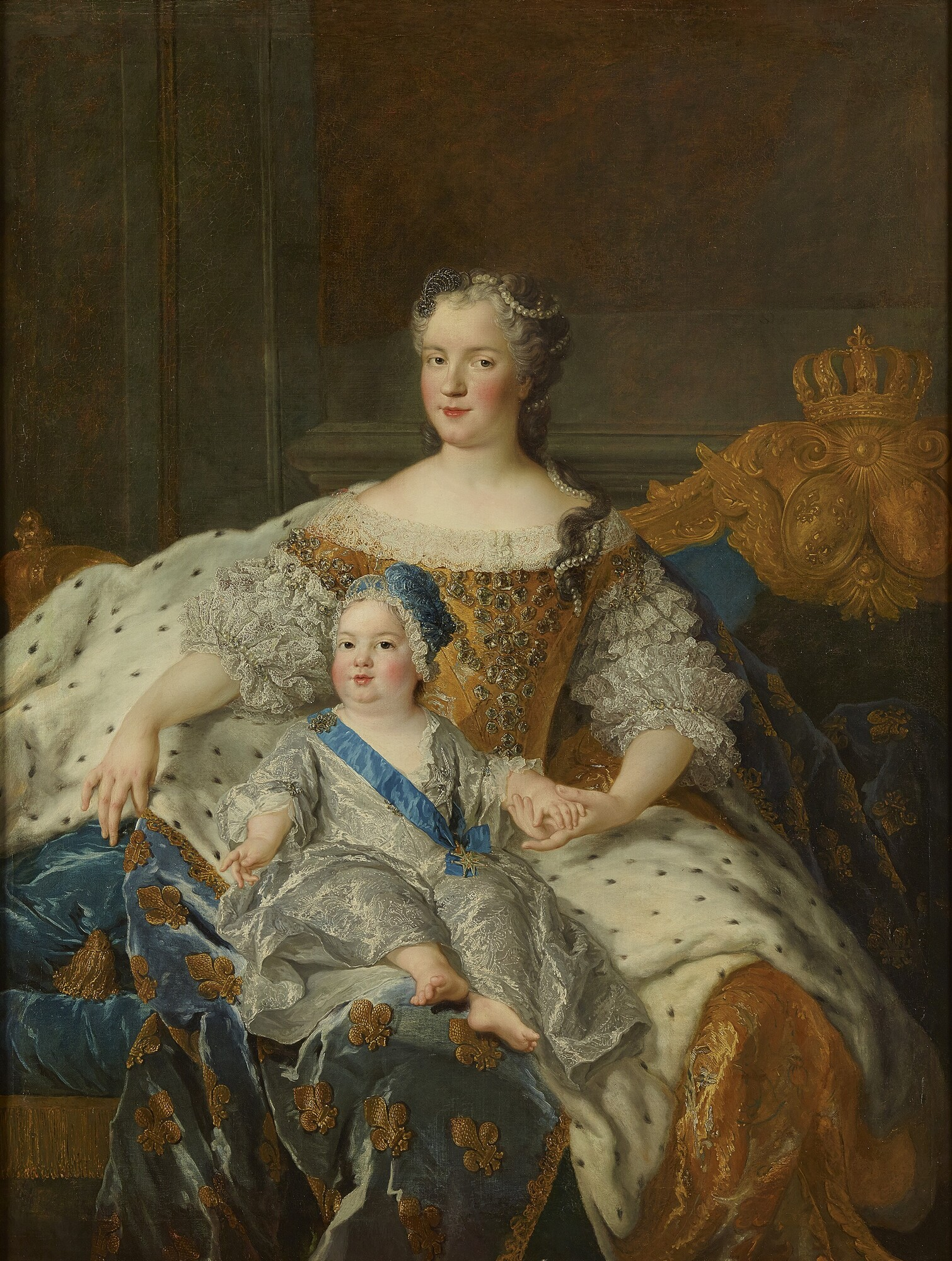
Ludovic al Franţei cu mama sa.
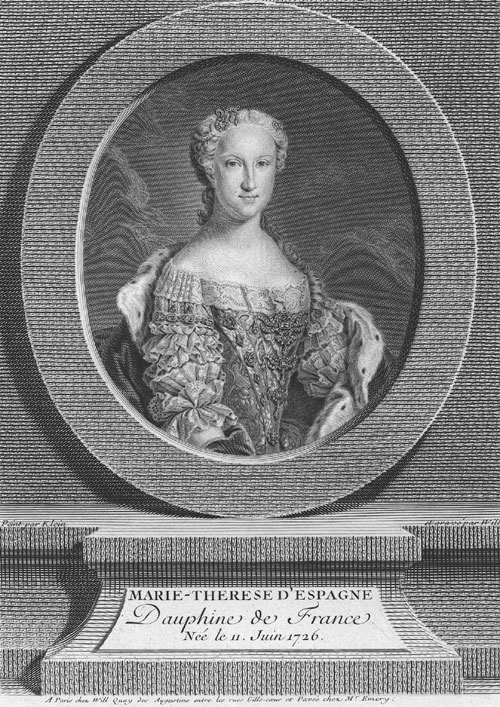
Infanta Maria Teresa Rafaela a Spaniei.
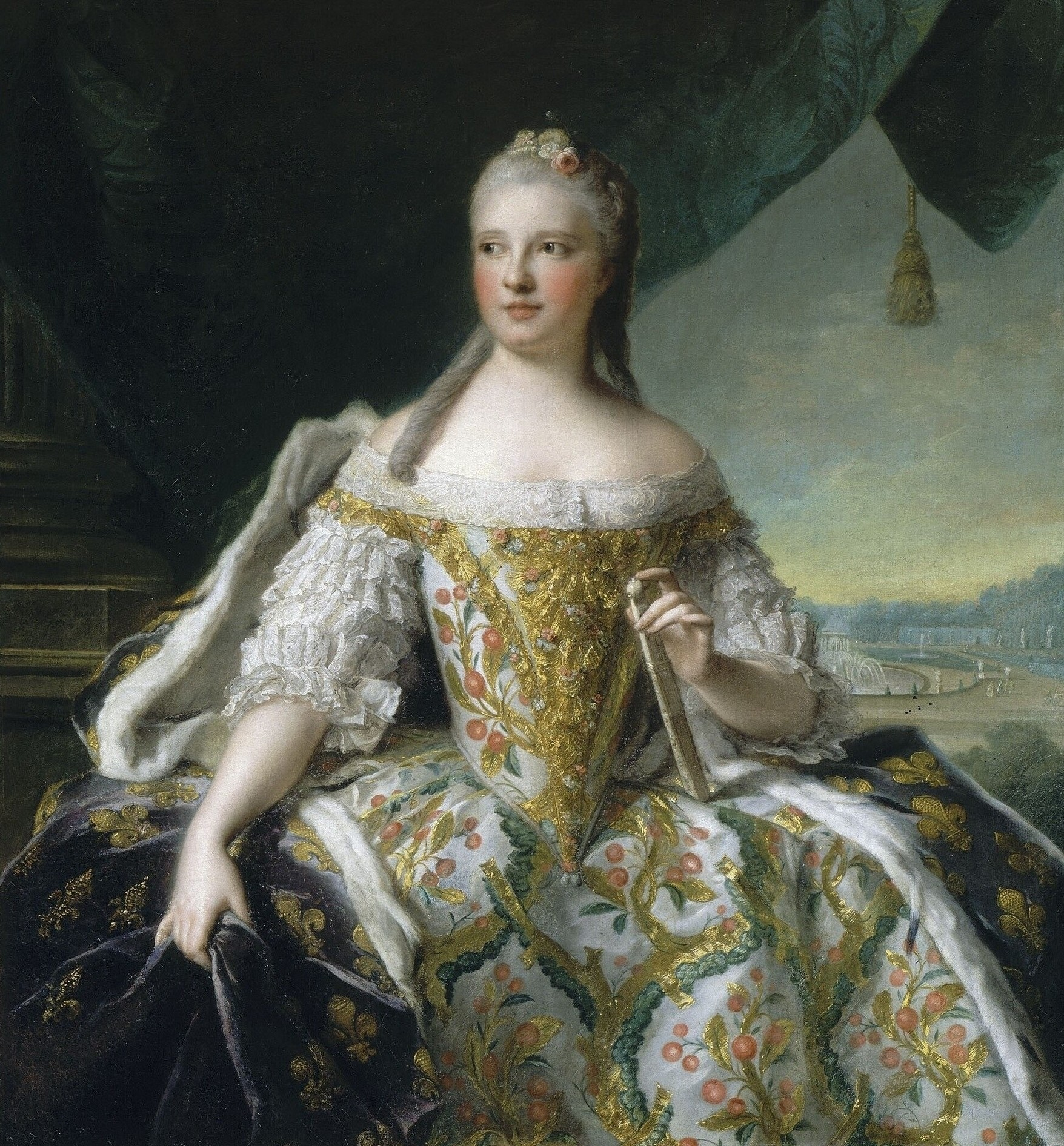
Marie-Josèphe a Saxoniei.
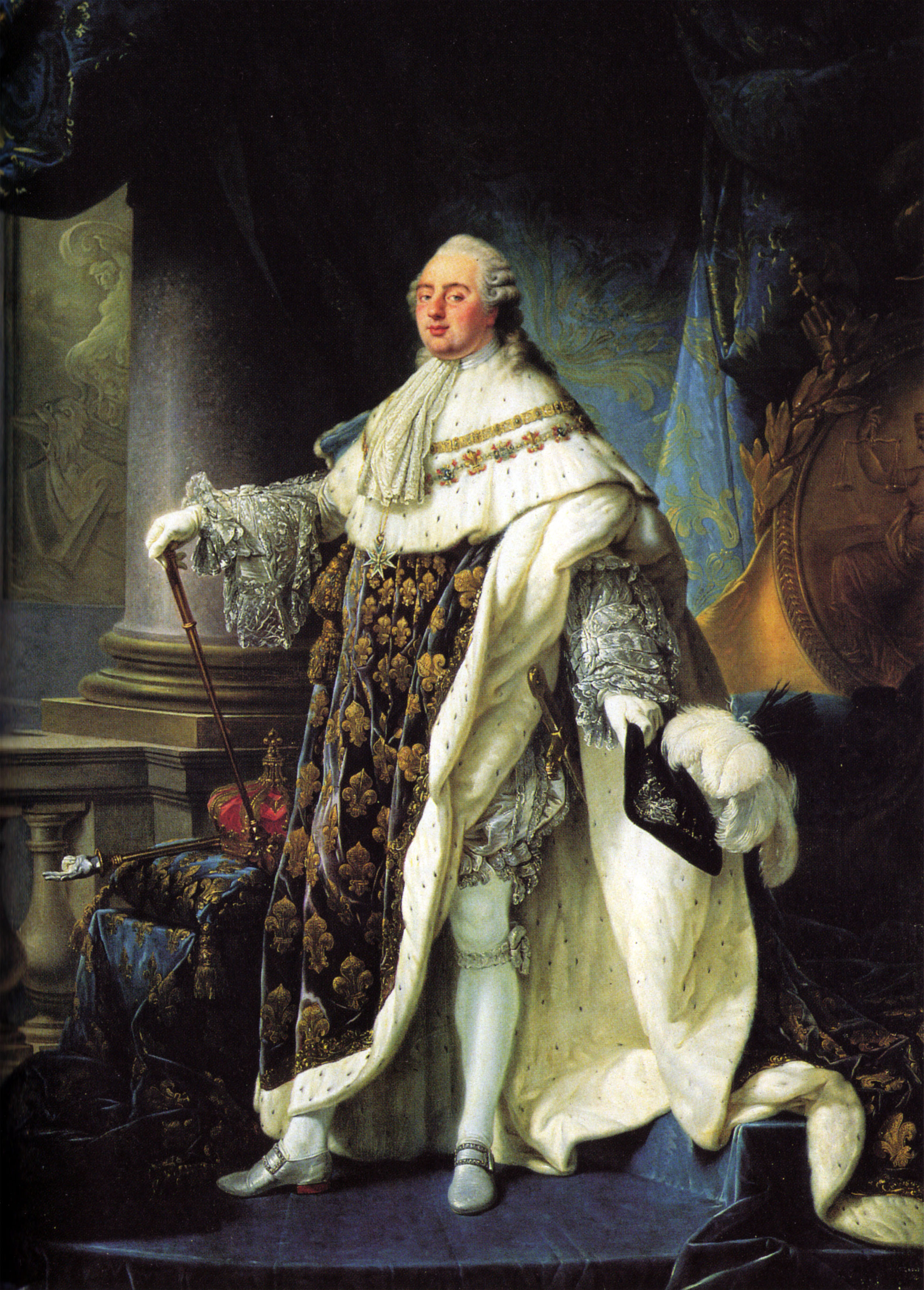
Ludovic al XVI-lea.
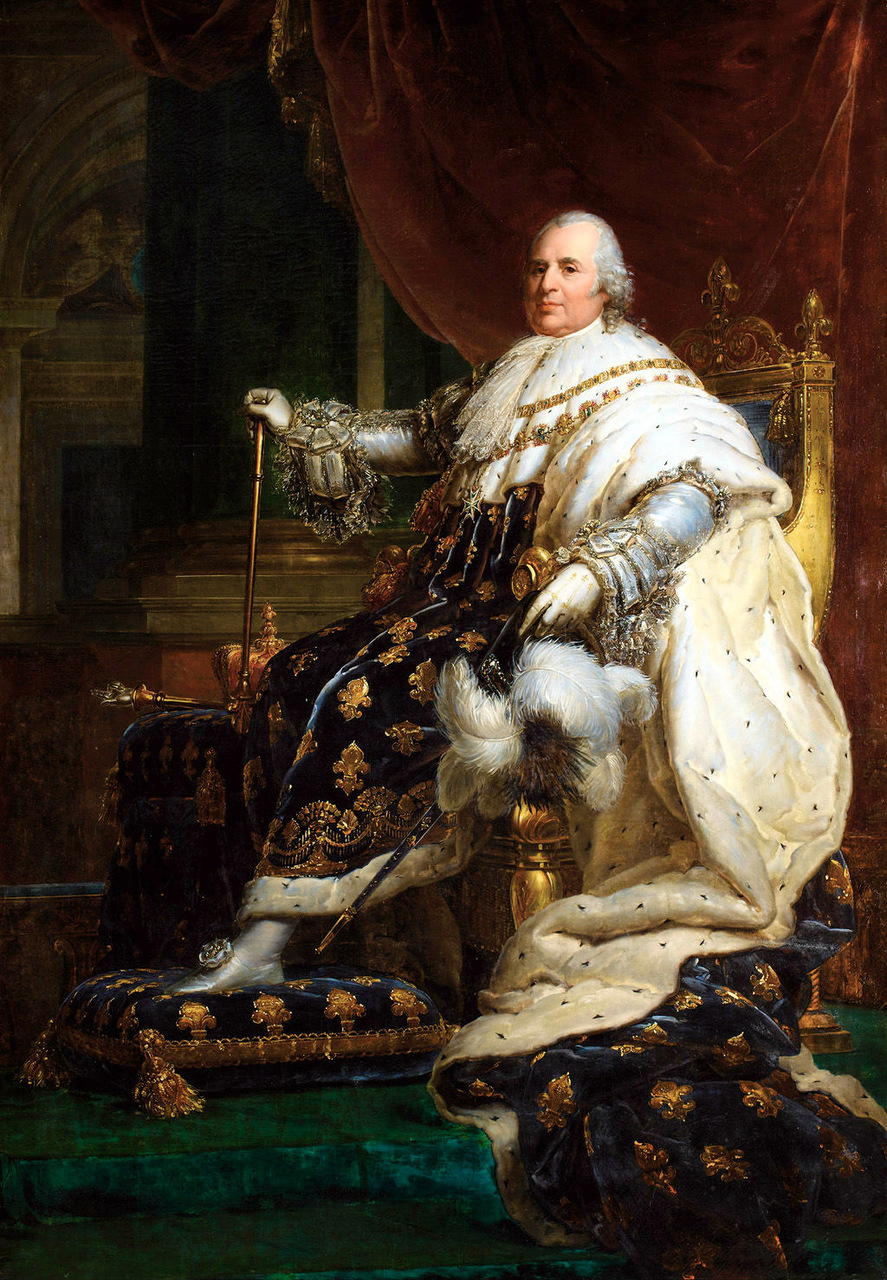
Ludovic al XVIII-lea.
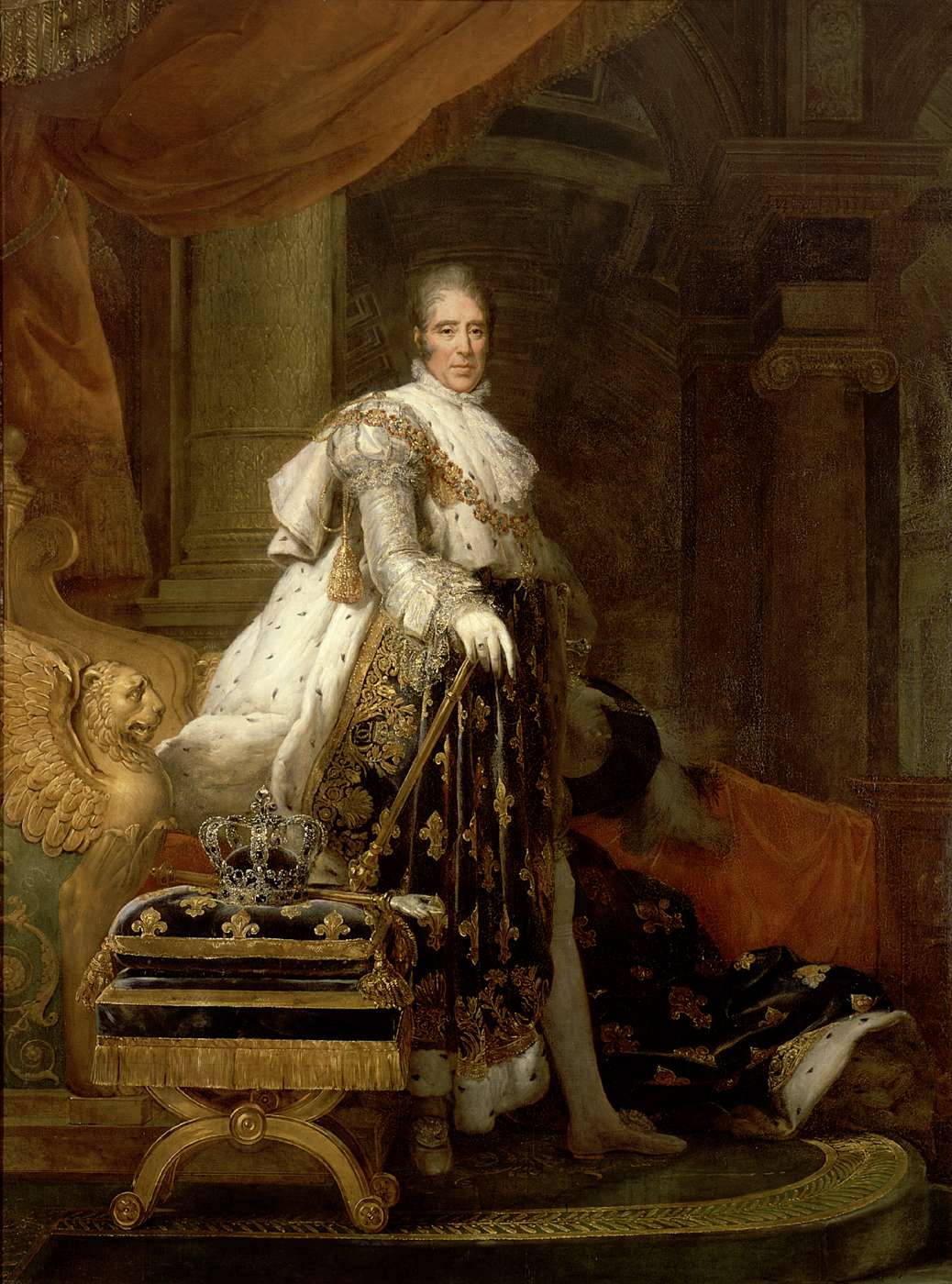
Carol al X-lea.
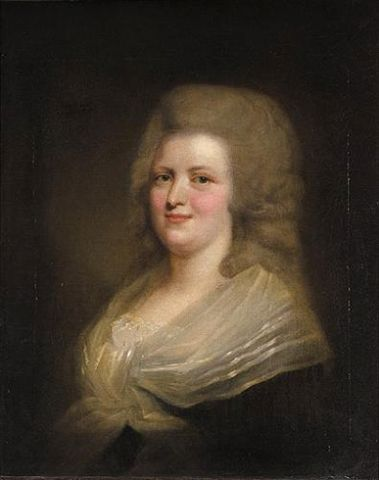
Marie Clothilde a Franţei.
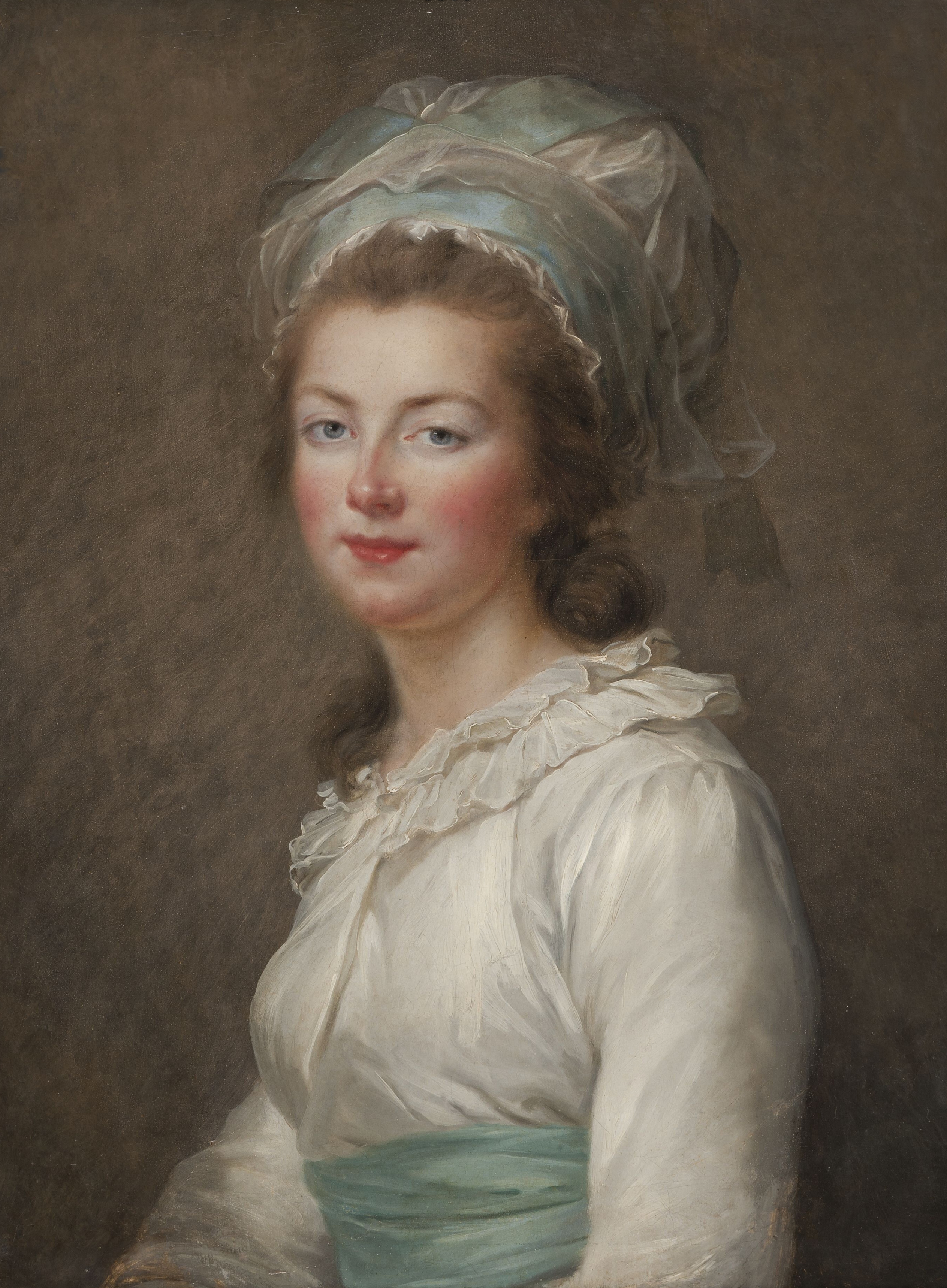
Madame Élisabeth.

## Moștenitori:
- Pușcașu Iosif(1943-   Bacau,Romania)
- Aghinte Marie(1978    Viena Austria)
- Francoise Madeldie